# Imperator Pavel I
El Imperator Pavel I  (en ruso: Император Павел I) fue un acorazado de la clase Andréi Pervozvanny, pre-dreadnought, construido en la primera década del siglo XX. La construcción del barco se dilató debido a que su diseño original fue modificado a consecuencia de la guerra ruso-japonesa y por la interrupción del trabajo en los astilleros durante la revolución rusa de 1905 y duró en total casi seis años. Apenas tuvo actividad durante la Primera Guerra Mundial y sus aburridos marineros fueron los primeros en amotinarse en la Flota del Báltico a principios de 1917. El barco fue retirado del servicio en 1918 y desguazado en 1923.
Su nombre fue en honor del Zar Pablo I, siendo el primer navío en honrar el nombre de dicho monarca, llevando el citado nombre en latín macarrónico, como algunos navíos de línea y acorazados anteriores que honraban a otros zares.

## Descripción
Imperator Pavel I tenía 138,4 m de longitud a nivel del agua y 140.2 m de eslora. Tenía 24,4 m de manga y un calado de 8.2 m. Desplazaba 19 205 toneladas. El casco estaba dividido por diecisiete mamparos herméticos y la sala de máquinas por otro mamparo central longitudinal. Tenía doble casco y una altura metacéntrica de 1,2 m.
Tenía dos máquinas alternativas de expansión triple verticales, de cuatro cilindros, con una potencia teórica de 17 600 caballos (13 100 kW). El vapor para los motores lo proporcionaban veinticinco calderas Belleville, que funcionaban a 1970 kPa. En las pruebas de mar, los motores produjeron 13 867 kW y una velocidad máxima de 18,5 nudos (34,3 km/h). Llevaba una carga normal de 810 toneladas de carbón que le daban una autonomía de 1300 millas náuticas (2400 km) a una velocidad de 12 nudos (22 km/h), pero podía transportar hasta 1500 toneladas, que le permitían recorrer 2400 millas (4400 km) a la misma velocidad.
Las armas principales del buque eran dos pares de cañones de calibre 40 del modelo 1895 de 12 pulgadas, que montaba en torretas gemelas a proa y popa. Estos cañones tenían una elevación máxima de 35° y podían declinar hasta los -5°. El barco portaba ochenta balas por cañón y cada cañón podía disparar una por minuto. Ocho de los catorce cañones del calibre 50 del modelo 1905 de ocho pulgadas estaban montados en cuatro torretas iguales situadas en las esquinas de la superestructura, mientras que los restantes iban colocados en casamatas de esta. Portaba asimismo doce cañones de 120 mm colocados en casamatas sobre los de ocho pulgadas de la superestructura, para defenderse de los torpederos. Contaba también con dos tubos lanzatorpedos de 457 mm, uno en cada costado, para los que transportaba seis proyectiles.
El casco iba protegido por blindaje reforzado Krupp merced a lo aprendido por los rusos en la derrota de Tsushima. El cinturón principal al nivel del agua tenía un grosor máximo de 216 mm y el superior, de 127 mm. Las paredes de las torretas principales tenían 203 mm de grosor y las de las casamatas variaban entre los 79 mm y los 127 mm. El grosor máximo del blindaje de la cubierta era de 38 mm.

## Historia

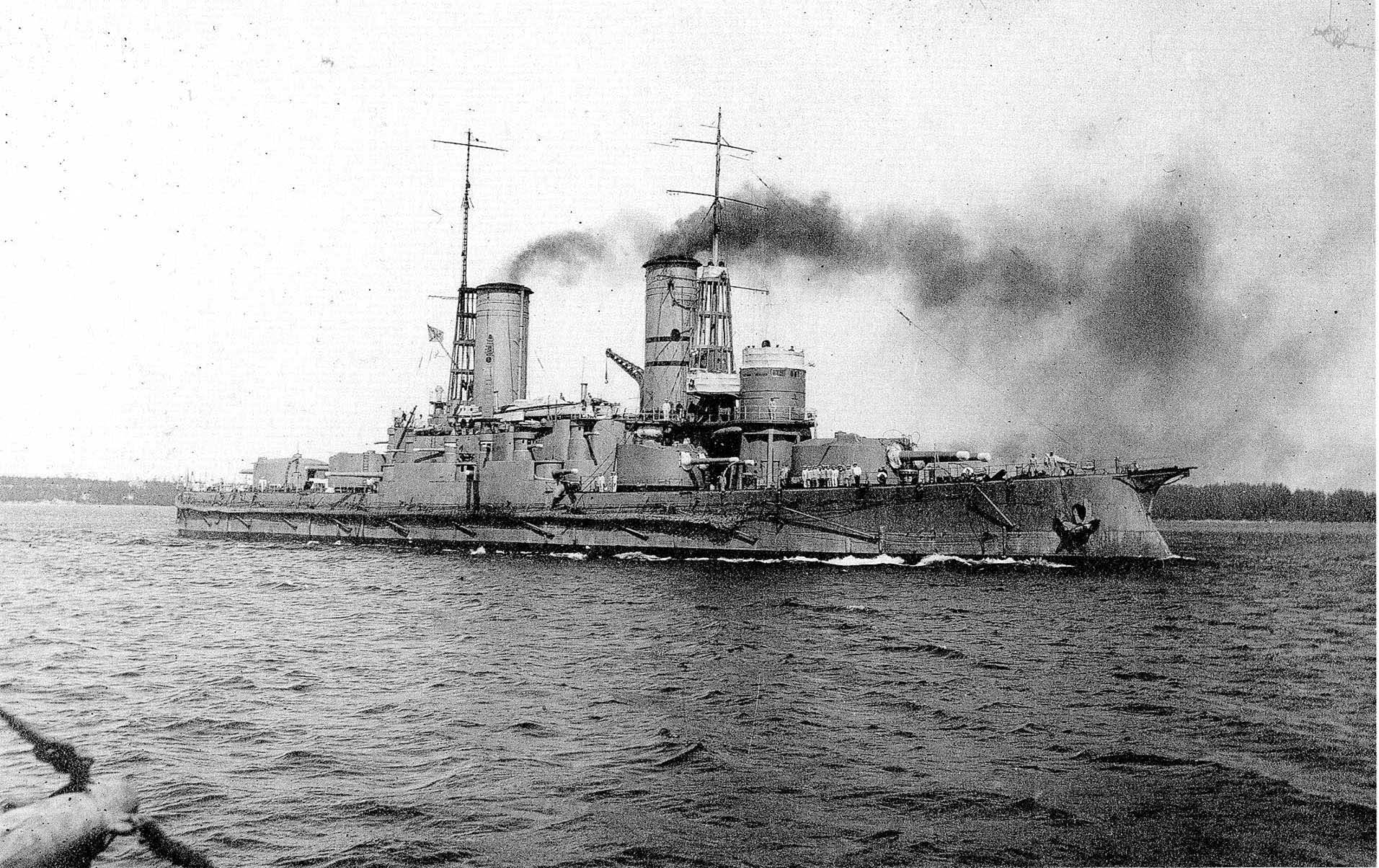
El Imperator Pavel I durante la Primera Guerra Mundial.

El Imperator Pavel I se construyó en los astilleros del Báltico de San Petersburgo. La construcción empezó el 27 de octubre de 1904 y se retrasó por la Revolución de 1905, que afectó a la labor en los astilleros. Se botó el 7 de septiembre de 1907 y empezó la navegación de prueba en octubre de 1910. Entró en servicio el 10 de marzo de 1911, aunque las pruebas de navegación se prolongaron hasta octubre de ese año. Al completarlas se unió a la Flota del Báltico; en septiembre de 1912 hizo una travesía hasta Copenhague. Visitó Portland, Cherburgo y Stavanger en septiembre del año siguiente. Fue escolta de barcos minadores que minaron la entrada del golfo de Finlandia a principios de la Primera Guerra Mundial. Apenas tuvo otras misiones durante la guerra, ya que la estrategia naval rusa en el Báltico fue defensiva; la tarea de los cuatro acorazados clase Gangut y de los dos de la clase Andrei Pervozvanny era defender la entrada al golfo de Finlandia. Los mástiles de celosía del navío fueron sustituidos a finales de 1914 por masteleros ligeros. Se le añadieron redes antitorpedo a comienzos de 1915 y se le retiraron los torpedos en enero de 1916. A finales de este, se le colocaron cuatro cañones antiaéreos de 76 mm.
Marineros descontentos del Imperator Pavel I instigaron un motín general de la Flota del Báltico anclada en Helsinki el 16 de marzo de 1917, al recibir la noticia de la Revolución de Febrero que había acontecido en San Petersburgo. El barco cambió de nombre y recibió el de Respublika (República) el 29 de abril. El Tratado de Brest-Litovsk obligó a los soviéticos a abandonar la base naval de Helsinki en marzo de 1918, a riesgo de que la nueva Finlandia independiente se apoderase de los barcos de la Armada, pese a que por entonces el golfo de Finlandia aún estaba congelado. El Respublika y su gemelo el Andrei Pervozvanny encabezaron la segunda escuadra que abandonó el puerto el 5 de abril y arribó a Kronstadt cinco días después. El barco se retiró del servicio en octubre de 1918 por falta de tripulación y se empezó a desguazar el 22 de noviembre de 1923. Pese a ello, no se retiró oficialmente de los efectivos de la Armada soviética hasta el 21 de noviembre de 1925. Dos de sus torretas de ocho pulgadas se instalaron en la batería costera número 9 (luego número 333) en las cercanías de Leningrado en la década de 1930. Ambas fueron luego desmontadas, aunque la estructura de hormigón conserva algunas de sus piezas.